# Ishania olmek
Ishania olmek är en spindelart som beskrevs av Rudy Jocqué och Léon Baert 2002. Ishania olmek ingår i släktet Ishania och familjen Zodariidae. Inga underarter finns listade i Catalogue of Life.